# Тедрово
Тедрово (вепс. Tedroo) — деревня в Ефимовском городском поселении Бокситогорского района Ленинградской области.

## История
ТЕДРОВО — деревня Чайгинского общества, прихода Пелушского погоста. Река Лида.

Крестьянских дворов — 7. Строений — 11, в том числе жилых — 7. Жители занимаются рубкой, возкой и сплавом леса.

Число жителей по приходским сведениям 1879 г.: 19 м. п., 21 ж. п.

В конце XIX — начале XX века деревня административно относилась к Борисовщинской волости 5-го земского участка 3-го стана Тихвинского уезда Новгородской губернии.

ТЕДРОВО — деревня Чайгинского общества, дворов — 9, жилых домов — 15, число жителей: 38 м. п., 44 ж. п.

Занятия жителей — земледелие. Река Лидь. (1910 год)

По данным 1933 года деревня Тедрово входила в состав Прокушевского вепсского национального сельсовета Ефимовского района.
По данным 1966 и 1973 годов деревня Тедрово входила в состав Сидоровского сельсовета Бокситогорского района. В 31 км от деревни находился Боровский лесопункт узкоколейной железной дороги Ефимовского лестрансхоза.
По данным 1990 года деревня Тедрово входила в состав Радогощинского сельсовета.
В 1997 году в деревне Тедрово Радогощинской волости проживали 5 человек, в 2002 году — 2 человека (русские — 50 %, украинцы — 50 %).
В 2007 году в деревне Тедрово Радогощинского СП было зарегистрировано 2 человека, в 2010 году — 1, в 2015 году — вновь 2 человека.
В мае 2019 года Радогощинское сельское поселение вошло в состав Ефимовского городского поселения.

## География
Деревня расположена в северо-восточной части района к западу от автодороги 41К-040 (Пелуши — Сидорово).
Расстояние до деревни Радогощь — 15 км.
Через деревню протекает река Шяймерка.

## Демография
| 1997 | 2002 | 2007 | 2010 | 2017 |
| ---- | ---- | ---- | ---- | ---- |
| 5    | ↘2   | →2   | ↘1   | ↗2   |

## Инфраструктура
На 1 января 2017 года в деревне было зарегистрировано: домохозяйств — 2, проживающих постоянно — 2 человека.